# Tony Ineson
Anthony „Tony“ Braemar Ineson (* 23. April 1950 in Christchurch) ist ein neuseeländischer Olympiasieger im Hockey.

## Leben
Der 1,68 m große Tony Ineson war bei den Olympischen Spielen 1976 in Montreal Kapitän der neuseeländischen Mannschaft. Er erzielte vier Tore und war damit erfolgreichster Torschütze seiner Mannschaft. Im olympischen Finale erzielte er nach einer Strafecke in der 42. Minute den einzigen Treffer gegen die Australier. Ineson war auch für die Olympischen Spiele 1980 nominiert, durfte aber wegen des Olympiaboykotts nicht teilnehmen.
Tony Inesons Bruder Chris Ineson nahm 1972 in München am olympischen Hockeyturnier teil.